# Виланова Соларо
Вилано̀ва Сола̀ро (на италиански: Villanova Solaro; на пиемонтски: Vilaneuva Solar, Виланеува Солар) е село и община в Северна Италия, провинция Кунео, регион Пиемонт. Разположено е на 268 m надморска височина. Населението на общината е 773 души (към 2016 г.).